# Hurricane Festival
Pour les articles homonymes, voir Hurricane.
Le Hurricane Festival, ou simplement Hurricane, est un festival de musique de rock organisé annuellement chaque mois de juin à Scheeßel, dans les environs de Brême, en Allemagne. La première édition du festival a lieu en 1973 ; à cette période, il s'appelle à l'époque Es rockt in der Heide (litt. : « Ça rocke sur la lande ») et accueille 52 000 festivaliers. Le deuxième festival s'appelle First Rider Open Air (1977), se déroule catastrophiquement et est terminé prématurément par le maire. Il faut attendre 1997 pour de nouveaux festivals.

## Histoire
Le premier festival de Scheeßel a lieu les 8 et 9 septembre 1973 sous le titre « Es rockt in der Heide ». C'était un festival avec de nombreux grands noms très connus du rock à l'époque (comme Chuck Berry, Jerry Lee Lewis, Chicago, Manfred Mann's Earth Band, Lou Reed) et il se prolonge jusque tard dans la nuit du lundi grâce à la joie de jouer des groupes.
Long Tall Ernie and the Shakers (des Pays-Bas) ouvrent le bal et Golden Earring termine la soirée avec Radar Love. Ensuite, l'éclairage de la scène s'est éteint, à l'exception d'un éclairage de secours. Les Hells Angels engagés comme serre-file avaient tous cessé leur activité bien avant, faute de rémunération. Les fans de musique qui se sentent floués et les agents qui sont privés de leur salaire mettent rapidement le feu à la scène et aux caravanes des organisateurs. L'équipement et les instruments sont détruits. Outre les groupes susmentionnés, Van der Graaf Generator, Colosseum II et le groupe britannique de rock progressif Camel se produisent sur scène. Sous l'impulsion du maire de l'époque, les festivals de rock de Scheeßel prennent ensuite fin provisoirement.
Ce n'est qu'en 1997, sous la direction d'un nouveau bourgmestre, que la tradition musicale de la localité se poursuit avec le premier Hurricane Festival. Avec l'aide d'un entrepreneur local, l'organisateur Folkert Koopmans (FKP Scorpio) réussit à convaincre la municipalité de Scheeßel. Lors du premier Hurricane Festival, les 21 et 22 juin 1997, avec les têtes d'affiche Rammstein, INXS et Bad Religion, environ 20 000 visiteurs participent et aucun bénéfice n'est réalisé. Koopmanns avait prévu un breakeven à 12 000 visiteurs. 36 groupes jouent sur deux jours sur une grande scène principale et une petite scène sous tente. Comme 9 000 des spectateurs — beaucoup plus que prévu — voulaient passer la nuit sur le site, d'autres surfaces des agriculteurs voisins sont transformées à court terme en emplacements pour tentes.
Dès la deuxième année, 40 000 spectateurs participent, soit plus du double de la première édition, et le nombre de visiteurs devait continuer à augmenter par la suite. En 2002, un nouveau record provisoire de fréquentation est établi avec 52 000 spectateurs. Les premières années, à l'exception de l'édition 2000 du festival, les groupes jouent sur deux jours (samedi et dimanche), mais depuis 2003, le festival se déroule sur trois jours (vendredi, samedi et dimanche).

## Programmations

### 2002–2005
- 2002 : Manu Chao...

- 2003 : Björk, Radiohead, Sigur Ros, Skin, Massive Attack, The Datsuns, Supergrass, Asian Dub Foundation, Apocalyptica, Beth Gibbons, Coldplay, Goldfrapp, Counting Crows, Guano Apes, NOFX.

- 2004 : Air, Amplifier, Anti-Flag, Ash, Backyard Babies, Beatsteaks, Beginner, Billy Talent, Black Rebel Motorcycle Club, David Bowie Breed 77, Bright Eyes, Bungalow Bang Boys, Colour of Fire, Cypress Hill, Danko Jones, Die Fantastischen Vier, Die Kleinen Götter, Die Happy, Dropkick Murphys, Fireball Ministry, Franz Ferdinand, Fünf Sterne deluxe, Gentleman and the Far East Band, Gluecifer, Graham Coxon, Grannysmith, I Am Kloot, Ill Niño, Jupiter Jones, Life of Agony, Mando Diao, Mclusky, Mogwai, Monster Magnet, Pixies, PJ Harvey, Placebo, Sarah Bettens, Snow Patrol, Sportfreunde Stiller, The (International) Noise Conspiracy, The Bones, The Cure, The Hives, Tomte, Wilco, Within Temptation.

- 2005 : 2raumwohnung, Amplifier, …And You Will Know Us by the Trail of Dead, Athlete, Audioslave, Beatsteaks, Beck, Boysetsfire, Brendan Benson	, Broken Social Scene, Die Ärzte, Dinosaur Jr., Dioramic, Eagles of Death Metal, Fantômas, Feist, Flogging Molly, Idlewild, Ken, Kettcar, La Vela Puerca, Long Jones, Madrugada, Madsen, Mando Diao, Millencolin, Moneybrother, New Order, Nine Inch Nails, Oasis, Phoenix, Queens of the Stone Age, Rammstein, Sarah Bettens, Ska-P, Slut, System of a Down, Team Sleep, The Dresden Dolls, The Eighties Matchbox B-Line Disaster, The Robocop Kraus, The Stands, Turbonegro, Underoath, Wir sind Helden.

### 2006–2009
- 2006 : Adam Green, Apocalyptica, Archive, Arctic Monkeys, Backyard Babies, Ben Harper and the Innocent Criminals, Ben*Jammin, Billy Talent, Blackmail, Boozed, Collective Soul, Death Cab for Cutie, dEUS, Donavon Frankenreiter, Duels, Eagles of Death Metal, Elbow, Element of Crime, Fettes Brot, Gods of Blitz, Gogol Bordello, Hard-Fi, Karamelo Santo, Klee, Lagwagon, Lazuright, Live, Mad Caddies, Mando Diao, Manu Chao Radio Bemba Sound System, Maxïmo Park, Muse, Nada Surf, Ohrbooten, Panteón Rococó, Photonensurfer, Pretty Girls Make Graves, Scissors for Lefty, Seeed, Serena-Maneesh, She-Male Trouble, Shout Out Louds, Sigur Rós, Skin, The Answer, The Brian Jonestown Massacre, The Cardigans, The Cooper Temple Clause, The Feeling, The Gossip, The Hives, The Kooks, The Raconteurs, The Sounds, The Strokes, The Weepies, Tomte, Two Gallants, Voltaire, Wallis Bird, Wir sind Helden, Within Temptation, Wolfmother, Zebrahead.

- 2007 : Arcade Fire, Art Brut, Beastie Boys, Bloc Party, Bright Eyes, Die Fantastischen Vier, Dropkick Murphys, Editors, Fotos, Frank Black, Howling Bells, Incubus, Interpol, Isis, Jet,	Juliette and the Licks, Karpatenhund, Kings of Leon, La Vela Puerca, Less Than Jake, Manic Street Preachers, Marilyn Manson, Me First and the Gimme Gimmes, Modest Mouse, Mogwai, Mumm-Ra, Pearl Jam, Placebo,Porcupine Tree, Queens of the Stone Age, Satellite Party, SchulzeMeierLehmann, Snow Patrol, Sonic Youth, State Radio, Studebaker's Blacksmith Shop, Sugarplum Fairy, The Blood Arm, The Bravery, The Films, The Rakes, The Sounds, TOS, Virginia Jetzt!.

- 2008 : Beatsteaks, Biffy Clyro, Billy Talent, Black Rebel Motorcycle Club, Millencolin, NOFX, Oceansize, Panic! at the Disco, Panteón Rococó, Radiohead, Rise Against, Shantel and Bucovina Club Orkestar, Sigur Rós, Stars, The (International) Noise Conspiracy, The Chemical Brothers, The Kooks, The Notwist, The Subways, The Weakerthans, The Wombats, Tocotronic, Turbostaat.

- 2009 : Anti-Flag, Auletta, Ben Harper and Relentless, Blood Red Shoes, Bosse, Brand New, Clueso, Culcha Candela, Datarock, Dendemann, Die Ärzte, Die Fischer, Disturbed, Duffy, Eagles of Death Metal, Editors, Eskimo Joe, Everlaunch, Faith No More, Fettes Brot, Fleet Foxes, Frank Turner, Franz Ferdinand, Friendly Fires, Get Well Soon, Glasvegas, Gogol Bordello, Johnossi, Joshua Radin, Just Jack, Karamelo Santo, Katy Perry, Keane, Kings of Leon, Kraftwerk, Ladyhawke, Less Than Jake, Lily Allen, Lovedrug, Lykke Li, Moby, Nick Cave and the Bad Seeds, Nine Inch Nails, Nneka, No Use for a Name, Paolo Nutini, Pixies, Portugal. The Man, Silversun Pickups, Ska-P, Social Distortion, The Alexandria Quartet, The Asteroids Galaxy Tour, The Dø, The Gaslight Anthem, The Horrors, The Living End, The Mars Volta, The Rakes, The Sounds, The Ting Tings, The Whip, The Wombats, Tomte.

### 2010–2014
- 2010 : Alberta Cross, Archive, Ash, Band of Skulls, Beatsteaks, Biffy Clyro, Bigelf, Billy Talent, Bonaparte, Boys Noize (concert annulé), Bratze, Charlie Winston, Coheed and Cambria, Cosmo Jarvis, Cymbals Eat Guitars, Danko Jones, Deftones, Deichkind, Dendemann, Does It Offend You, Yeah?, Donots, Dropkick Murphys, Element of Crime, Enter Shikari, Erol Alkan (concert annulé), Faithless, Florence and the Machine, FM Belfast, Frank Turner, Frittenbude, Good Shoes, Horse the Band, Hot Water Music, Ignite, Jack Johnson, Jennifer Rostock, Kap Bambino, Kashmir, Katzenjammer, K's Choice, La Roux, LaBrassBanda, LCD Soundsystem, Local Natives, Madsen, Mando Diao, Marina and the Diamonds, Massive Attack, Moneybrother, Mr. Oizo, Paramore, Phoenix, Porcupine Tree, Revolverheld, Shout Out Louds, Skindred, Skunk Anansie, Stone Temple Pilots, Tegan and Sara, The Blackout, The Bloody Beetroots, The Gaslight Anthem, The Get Up Kids, The Hold Steady, The Prodigy, The Specials, The Strokes, The Temper Trap, The xx, Timid Tiger, Turbostaat, Two Door Cinema Club, Vampire Weekend, We Are Scientists, White Lies, Zebrahead.

- 2011 : All Time Low, An Horse, Arcade Fire, Arctic Monkeys, Artig (Schooljam-Gewinner), A-Trak, Band of Horses, Blood Red Shoes, Boysetsfire, Bright Eyes, British Sea Power, Brother, Chase and Status, Cloud Control, Clueso, Comeback Kid, Converge, Crookers, Crystal Fighters, Darwin Deez, Digitalism live, Eels, Egotronic, Elbow, Evaline, Everything Everything, Flogging Molly, Foo Fighters, Friendly Fires, Frittenbude, Glasvegas, Gogol Bordello, Hercules and Love Affair, I Am Kloot, I Blame Coco, Incubus, Irie Révoltés, Jimmy Eat World, Johnossi, Jupiter Jones, Kaiser Chiefs, Kaizers Orchestra, Kasabian, Kashmir, Klaxons, Kvelertak, Letlive, Lykke Li, Miles Kane, Monster Magnet, My Chemical Romance, Parkway Drive, Pete and the Pirates, Portishead, Portugal. The Man, Pulled Apart by Horses, Selig, Sick of It All, Sick Puppies, Sublime With Rome, Suede, Sum 41, Tame Impala, The Asteroids Galaxy Tour, The Chemical Brothers, The Hives, The Kills, The Sounds, The Subways, The Vaccines, The Wombats, Trentemøller, Tusq, Twin Atlantic, Two Door Cinema Club, Wakey! Wakey!, Warpaint, William Fitzsimmons, Yoav, You Me at Six, Young Rebel Set.

- 2012 : Die Ärzte, The Cure, Blink-182, Justice live, Rise Against, The Stone Roses, Mumford and Sons, Sportfreunde Stiller, The Kooks, The xx, New Order, Noel Gallagher's High Flying Birds, Wolfmother, LaBrassBanda, Casper, Katzenjammer, Kettcar, The Mars Volta, The Shins, Broilers, Florence and the Machine, Madsen, Garbage, Thees Uhlmann et groupe, Eagles of Death Metal, The Temper Trap, Beirut, Bosse, Bonaparte, Boy, Kraftklub, Ed Sheeran, K.I.Z, City and Colour, Bat for Lashes, Jennifer Rostock, Frank Turner and the Sleeping Souls, Royal Republic, Pennywise, Lagwagon, M83, Hot Water Music, Mad Caddies, La Vela Puerca, Kakkmaddafakka, The Vaccines, Less Than Jake, Zebrahead, My Morning Jacket, All Shall Perish, My Morning Jacket, The Dø, Adept, Selah Sue, The Bronx, La Dispute, Little Dragon, Disco Ensemble, Band of Skulls, GusGus, Nneka, Bombay Bicycle Club, M. Ward, Die Antwoord, Spector, The Black Box Revelation, Young Guns, Other Lives, Twin Shadow, The Computers, Nerina Pallot, Switchfoot, Eastern Conference Champions, Kurt Vile and the Violators, All the Young, Hoffmaestro, Golden Kanine, Turbowolf, We Are Augustines, Willy Moon, Alt-J, Casting Louis, Fritz Kalkbrenner, Steve Aoki, SebastiAn live, Beardyman, Busy P, Bassnectar, Azari and III, Supershirt, Bratze, Dumme Jungs.

- 2013 : Rammstein, Skrillex, Queens of the Stone Age, Arctic Monkeys, The Smashing Pumpkins, Kasabian, Portishead, Editors, Sigur Rós, The National, Archive, The Hives, NOFX, Bloc Party, Two Door Cinema Club, Paul Kalkbrenner, Billy Talent, The Gaslight Anthem, Of Monsters and Men, Deichkind, Ska-P, Gogol Bordello, The Vaccines, The Maccabees, Danko Jones.

- 2014 : Abby, Angus and Julia Stone, Apologies, I Have None, Arcade Fire, Augustines, Baauer, Bad Religion, Balthazar, Bastille, Belle and Sebastian, Bilderbuch, Blaudzun, Blood Red Shoes, Bombay Bicycle Club, Bonaparte, Bosse, Bring Me the Horizon, Broilers, Casper, Chuck Ragan, Chvrches, Circa Waves, Crookers, Current Swell, Dave Hause, Deaf Havana, Dispatch, Donots, Drenge, Dropkick, Duke Dumont, Ed Sheeran, Egotronic, Elbow, Family of the Year, Feine Sahne Fischfilet, Fettes Brot, Findus, Flogging Molly, Franz Ferdinand, Fucked Up, Fünf Sterne deluxe, George Ezra, I Heart Sharks, Interpol, James Blake, Jennifer Rostock, Johnny Flynn and the Sussex Wit, Kavinsky, Kraftklub, Lily Allen, London Grammar, Lykke Li, Macklemore and Ryan Lewis, Marcus Wiebusch, Marek Hemmann, Metronomy, Midlake, Moderat, Moonbootica, Panteón Rococó, Passenger, Pixies, Poliça, Razz, Reignwolf, Rodrigo y Gabriela, Royal Blood, Samaris, Seeed, Selah Sue, Skindred, Sonic. the Machine, Station 17, The 1975, The Asteroids Galaxy Tour, The Black Keys, The Bots, The Dillinger Escape Plan, The Durango Riot, The Kooks, The Naked and Famous, The Preatures, The Sounds, The Subways, The Wombats, Thees Uhlmann, To Kill and King, Tocotronic, Tom Odell, Tonbandgerät, Toy, Twin Atlantic, Volbeat, We Butter the Bread with Butter, We Came as Romans, We Invented Paris, White Lies, You Me at Six, Young Rebel Sel, Zebrahead.

### 2015–2019
- 2015 : À compléter
- 2016 : À compléter
- 2018 : À compléter
- 2017 : À compléter
- 2018 : À compléter

### 2020–2024
- 2020–2021 : Annulés pour cause de pandémie de Covid-19 en Allemagne[4].
- 2022 : À compléter
- 2023[5] : À compléter
- 2024[6] :
  - Vendredi 21 juin : Ed Sheeran, Ayliva, The Natiional, Kontra K (têtes d'affiche) ; Idles, Marsimoto, The Kooks, The Gaslight Antheem, Fontaines D.C., Ski Aggu, Bury Tomorrow, Silverstein, Frank Carter and the Rattlesnakes, Bruckner, Stella Bossi, Glockenbach, The Reytons, Ruby Waters, #Hurricanewimteam
  - Samedi 22 juin :  K.I.Z, Avril Lavigne, Turnstile, Sido (têtes d'affiche) ; The Hives, Jungle, Leoniden, Tom Odell, Makko, Brutalismus 3000, Bombay Bicycle Club, Simple Plan, Paula Hartmann, Danko Jones, The Subways, Alice Merton, Fatoni, Montreal, Karpe: Omar Sheriff, Enno Bunger, Team Scheisse, Sea Girls, The Last Dinner Party, Lari Luke, Becky Hill, Sprints, Fast Boy, Aaron, Talk, Sebastian « El Hotzo » Hotz, Lesung
  - Dimanche 23 juin : Bring Me the Horizon, Deichkind, The Offspring, Giant Rooks (têtes d'affiche) ;  Sum 41, Pashanim, Feine Sahne Fischfilet, Roy Bianco und Die Abrunzati Boys, Editors, $Oho Bani, Grossstadtgeflüster, High Vis, Paula Carolina, Ennio, Adam Angst, Idkhow, Missio, Dilla, Deine Cousine, Booka Shade, Buntspecht, Rev0l, The Mysterines, Fløre, Mille.